# اکسلیس کورپوریشن
اکسلیس کورپوریشن (انگلیسی: Exelis Inc.) شرکت صنایع جنگ‌افزاری آمریکایی است، که در سال ۲۰۱۱ تأسیس شد.